# Posetitel muzeya
Posetitel muzeya (in russo Посетитель музея?, lett. "Visitatore di un museo") è un film del 1989 diretto da Konstantin Sergeevyč Lopušanskyj. Secondo il British Film Institute, è una "favola religiosa ed ecologica" di ambientazione fantascientifica postapocalittica.

## Trama
In un mondo postapocalittico (per un non precisato disastro ecologico) la popolazione è suddivisa, nonché decimata, tra i cosiddetti "degenerati" (mutanti deformati in conseguenza di un qualche evento catastrofico), e dai superstiti della civiltà precedente. Nelle profondità del mare v'è "il Museo", luogo che rappresenta i resti della civiltà passata, raggiungibile soltanto nei periodi occasionali di bassa marea quando il mare diviene un arido deserto.

## Produzione
Per rappresentare i degenerati il registra ha scelto come comparse persone affette da handicap mentali, fisici o con sindrome di Down.

## Distribuzione
La pellicola, considerata irreperibile nel mercato occidentale, è anche nota nei paesi anglosassoni col titolo Visitor of a Museum e in Germania come Der Museumsbesucher.

## Critica
Secondo il British Film Institute, il film è una "favola religiosa ed ecologica" in cui il regista Konstantin Sergeevyč Lopušanskyj torna sul tema del mondo postapocalittico.
Lopušanskyj, considerato uno dei due "discepoli" sovietici di Andrej Tarkovskij, ne imita lo stile cinematografico, ma senza riuscire a raggiungere l'intima unità organica delle opere del maestro; il tentativo di Lopušanskyj di rendere omaggio alle opere di Tarkovskij e in particolare a Stalker è stato descritto come "motivo di imbarazzo" al Festival cinematografico internazionale di Mosca del 1989, nel quale tuttavia al film fu assegnato il secondo premio e il premio della giuria.

## Premi e riconoscimenti
- Festival cinematografico internazionale di Mosca 1989:[3]
  - San Giorgio d'Argento
  - Premio della giuria ecumenica.[5]